# Joaquín Tuculet

a Compétitions nationales et continentales officielles uniquement.

b Matchs officiels uniquement.
Dernière mise à jour le 22 mars 2025.
Joaquín Tuculet, né le 8 août 1989 à La Plata (Argentine), est un joueur international argentin de rugby à XV. Il évolue principalement au poste d'arrière, mais peut aussi jouer demi d'ouverture, centre ou ailier.

## Biographie
Tuculet participe avec l'Argentine au Championnat du monde junior au pays de Galles en 2008 et au Japon en 2009. Ils y affrontent les Fidji, l'Irlande, la Nouvelle-Zélande et l'Uruguay.
En 2011, après avoir remporté la Vodacom Cup avec les Pampas XV, Tuculet est sélectionné avec l'équipe d'Argentine A pour la Coupe des Nations en Roumanie.
En 2012, il est sélectionné pour la première fois avec l'équipe d'Argentine pour les test matchs de juin où il affronte une fois l'Italie et deux fois la France.
À la fin de la saison 2012-2013 il quitte le FC Grenoble il est engagé comme joker médical de Bruce Reihana à l'Union Bordeaux Bègles.
Après son passage à Bordeaux, il rejoint les Cardiff Blues puis rentre au pays pour intégrer les Jaguares. À la suite de l'arrêt des Jaguares en Super Rugby, il rejoint les Arrows de Toronto en Major League Rugby en 2021.
Fin avril 2022, après avoir fait son retour au CR Los Tilos en Argentine, il prend sa retraite sportive.

## Statistiques

### En équipe d'Argentine des moins de 20 ans
- 9 sélections de 2008 à 2009[2]

### En équipe d'Argentine A
- 6 sélections de 2010 à 2011[2]
- 33 points marqués (6 essais, 1 drop)[2]

### En équipe d'Argentine
De 2012 à 2019, Joaquín Tuculet totalise 56 sélections pour 18 essais marqués soit 90 points.

## Palmarès
- Vainqueur de la Vodacom Cup en 2011 avec les Pampas XV.